# DDR-Oberliga 1979-1980
L'edizione 1979-80 della DDR-Oberliga è stato il trentatreesimo campionato calcistico di massimo livello in Germania Est.

## Avvenimenti
Il campionato vide la riconferma della Dinamo Berlino al vertice della classifica: il verdetto finale fu deciso all'ultima giornata (giocata il 10 maggio 1980) che proponeva lo scontro diretto tra le due concorrenti alla vittoria finale, la Dinamo Dresda, in vetta alla classifica sin dalla quarta giornata, e la Dinamo Berlino, rimasta finora ad inseguire la capolista. Il match terminò con la vittoria di misura del club di Berlino, che andò a vincere il suo secondo titolo nazionale consecutivo.
Per questa stagione fu allargata la zona UEFA a tre squadre: a beneficiare di tale avvenimento fu soprattutto il neopromosso Vorwärts Francoforte, che occupò il posto lasciato libero dal Carl Zeiss Jena, vincitore della coppa nazionale e qualificato in Coppa delle Coppe. Il club di Francoforte sull'Oder si assicurò il posto all'ultima giornata, sconfiggendo un pericolante Union Berlino: tale risultato decretò la retrocessione del club della capitale (sorpassato da un Rot-Weiß Erfurt vincitore su uno Zwickau ormai privo di obiettivi da raggiungere) che accompagnò in DDR-Liga un Chemie Lipsia già retrocesso.

## Classifica finale
|  |     | DDR-Oberliga 1979-80 | Pt | G  | V  | N  | P  | GF | GS | DR  |
|  | --- | -------------------- | -- | -- | -- | -- | -- | -- | -- | --- |
|  | 1.  | BFC Dynamo           | 43 | 26 | 20 | 3  | 3  | 72 | 16 | +56 |
|  | 2.  | Dinamo Dresda        | 42 | 26 | 20 | 2  | 4  | 65 | 22 | +43 |
|  | 3.  | Carl Zeiss Jena      | 32 | 26 | 13 | 6  | 7  | 41 | 24 | +17 |
|  | 4.  | Magdeburgo           | 30 | 26 | 12 | 6  | 8  | 45 | 37 | +9  |
|  | 5.  | Vorwärts Francoforte | 30 | 26 | 11 | 8  | 7  | 41 | 40 | +1  |
|  | 6.  | Lokomotive Lipsia    | 29 | 26 | 11 | 7  | 8  | 50 | 34 | +16 |
|  | 7.  | Hallescher           | 28 | 26 | 12 | 4  | 10 | 38 | 37 | +1  |
|  | 8.  | Sachsenring Zwickau  | 22 | 26 | 9  | 4  | 13 | 27 | 42 | +15 |
|  | 9.  | Wismut Aue           | 20 | 26 | 8  | 4  | 14 | 26 | 42 | -16 |
|  | 10. | Stahl Riesa          | 20 | 26 | 5  | 10 | 11 | 22 | 53 | -31 |
|  | 11. | Karl-Marx-Stadt      | 19 | 26 | 6  | 7  | 13 | 26 | 38 | -12 |
|  | 12. | Rot-Weiß Erfurt      | 18 | 26 | 6  | 6  | 14 | 33 | 38 | -5  |
|  | 13. | Union Berlino        | 16 | 26 | 6  | 4  | 16 | 18 | 44 | -26 |
|  | 14. | Chemie Lipsia        | 15 | 26 | 4  | 7  | 15 | 21 | 58 | -37 |

### Verdetti
- Dinamo Berlino campione della Germania Est 1979-80. Qualificato in Coppa dei Campioni 1980-81.
- Carl Zeiss Jena qualificato in Coppa delle Coppe 1980-81
- Dinamo Dresda, Magdeburgo e Vorwärts Francoforte qualificate in Coppa UEFA 1980-81
- Union Berlino e Chemie Lipsia retrocesse in DDR-Liga.

### Squadra campione

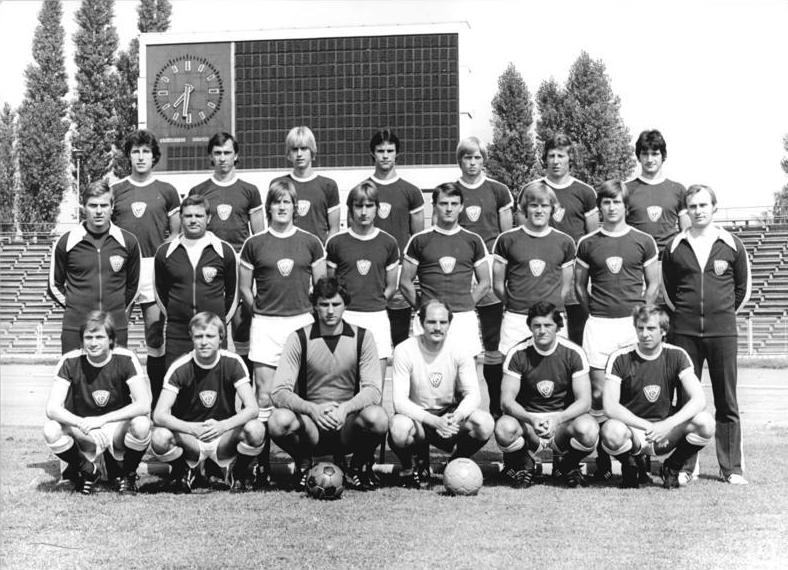
La rosa della Dinamo Berlino che si fregiò per la seconda volta consecutiva del titolo di campione della Germania Est.

## Record

### Capoliste solitarie
- 4ª-18ª giornata:  Dinamo Dresda
- 21ª-25ª giornata:  Dinamo Dresda
- 26ª giornata:  BFC Dynamo

### Club
- Maggior numero di vittorie:  BFC Dynamo e  Dinamo Dresda (20)
- Minor numero di sconfitte:   BFC Dynamo (3)
- Migliore attacco:  BFC Dynamo (72)
- Miglior difesa:  BFC Dynamo (16)
- Miglior differenza reti:  BFC Dynamo (+56)
- Maggior numero di pareggi:  Stahl Riesa (10)
- Minor numero di pareggi:  Dinamo Dresda (2)
- Maggior numero di sconfitte:  Union Berlino (16)
- Minor numero di vittorie:  Chemie Lipsia (4)
- Peggior attacco:  Union Berlino (18)
- Peggior difesa:  Chemie Lipsia (58)
- Peggior differenza reti:  Chemie Lipsia (-37)

### Classifica cannonieri
|  | Gol | Marcatore            | Squadra           |
|  | --- | -------------------- | ----------------- |
|  | 21  | Dieter Kühn          | Lokomotive Lipsia |
|  | 19  | Joachim Streich      | Magdeburgo        |
|  | 16  | Gerd Weber           | Dinamo Dresda     |
|  | 15  | Hartmut Pelka        | BFC Dynamo        |
|  | 13  | Hans-Jürgen Riediger | BFC Dynamo        |
|  |     |                      |                   |